# شاری باقرمی
شاری باقرمی (به انگلیسی: Chari-Baguirmi) یکی از منطقه‌های کشور چاد است. این منطقه در سال ۲۰۰۹ میلادی ۶۲۱۷۸۵ نفر جمعیت داشته‌است.